# Château du Plessis de Cosmes
Pour les articles homonymes, voir Plessis (homonymie).
 (mars 2015).
Le Château du Plessis de Cosmes était un château situé en Mayenne, à Cosmes, lieu-dit "Le Plessis". C'est désormais une ferme, située à 1 200 mètres Sud-Ouest du bourg.

## Désignation
- G. de Plesseio, 1191[1] ;
- Feodum M. de Plessiaco, XIIIe siècle[2] ;
- Le sieur du Plessis de Cosmes, 1364[3] ;
- Le Chasteau du Plessis de Cosmes, 1558[4] ;
- Le Plessis, manoir[5] ;
- Le Plessis, ferme[6].

## Histoire
Fief et domaine mouvant de la Motte-Sorchin. Du château qui fut la demeure de Pierre Le Cornu, le fougueux ligueur et gouverneur de Craon, on n'a conservé que la motte seigneuriale bien réduite, la chapelle servant au début du XXe siècle de hangar et un large écusson sculpté sur tuffeau encastré vaille que vaille dans une bâtisse quelconque. La demeure du batailleur qui avait visité et ravagé les châteaux de tous les huguenots ou royaux du Craonnais ne pouvait échapper aux désastres de la guerre ; Pierre Le Cornu n'y voulut plus revenir à la paix ; il se fit bâtir un château qu'il nomma Bon-Repos.
Mathieu Foucher, sieur du Grès, mari de Marguerite Heureau, demeurait au Plessis en 1599 et après lui Mathieu Foucher et Françoise Lefebvre, sa femme.

## Liste des seigneurs
- Guillaume du Plessis avait eu des torts envers le prieur de Cosmes ; en partant pour la Troisième croisade en 1191, il le déchargea des tailles qu'il lui devait pour la chevalerie de son fils aîné, pour le mariage de sa fille aînée, et pour sa rançon, s'il était prisonnier de guerre, 1191 ;
- Mathieu du Plessis, XIIIe siècle ;

### Famille Le Cornu
- Christophe Le Cornu, 1364 ;

Blason : D'or au massacre de cerf de gueules, surmonté d'un aigle éployé de sable.

- Jean III Le Cornu, seigneur du Plessis et de la Barbottière, fils de Jean le Cornu II et de Maurette de Villiers, veuf de Ambroise du Plessis qu'il avait épousée par contrat du 21 juin 1425, fille aînée de Guillaume du Plessis, en Argentré, et de Anne de Bois-Cornu. Il se marie avec Marie de Brée . Ce mariage se prouve par le partage que Guillaume le Cornu donna à ses frères et sœurs par acte devant Astillé, le 17 janvier 1444. C'est de Marie de Brée et de Jean le Cornu que sortit Ambroise qui a fait la branche connue sous le nom de Barons de la Courbe ;
- Jean, Ambroise, Étienne Le Cornu et Jeanne, leur sœur, dame de Vassé partagent la succession de Jean Le Cornu, 1435 ;
- Jean Le Cornu, héritier de Jacques, son frère aîné, mineur sous la tutelle de Jeanne Le Cornu, veuve de Groignet de Vassé  et, épouse le 24 novembre 1445 Jeanne Geré et teste le 20 février 1489, après que déjà, le 4 avril 1483, René Le Cornu, fils aîné, marié le 14 mai 1468 avec Anne L'Enfant  de la Patrière[7], avait donné partage à Olivier et Jean, ses puînés ;
- Léonard Le Cornu, frère du précédent, laissa veuve avant 1532 Guyonne d'Orenge ;
- Jean Le Cornu, marié en 1537 à Marie Le Picquart, fille de Guillaume Le Picquart et de Marie d'Illiers, sert en 1566 sous Antoine de Vassé, est chevalier de l'ordre, veuf en 1573. Il était seigneur de la Barbottière, 1542 ;
- Pierre Le Cornu. Le 16 juin 1586 et en 1588, quand le procureur de Philippe Le Poulchre, abbé de la Roë, se présenta pour faire foi et hommage de la Garaudière, n. h. Pierre de la Rivière, négociant les affaires de Pierre Le Cornu, répondit qu'il était absent et aussi tous ses officiers. ;
- Urbain Le Cornu, sans doute filleul d'Urbain de Laval-Boisdauphin, habita surtout le château de la Réauté en Brissarthe. Marguerite de Rougé, sa première femme, fut pourtant inhumée dans l'église de Cosmes près du banc de M. de la Barre, en 1632 ;
- Henri Le Cornu donne partage à sa sœur Marguerite, femme de Charles Sibille, 1663, épouse à Angers en 1655 Marie Galichon, et habite aussi à Brissarthe. Grandet parle[8] de M. du Plessis de Cosmes, grand-vicaire de l'archevêque du Harlay, 1676 ; quel était-il ? ;
- Louis-Pierre Le Cornu, épousa : # à Saumur, en 1694, Marie-Rose Charpentier, fille du seigneur de Millepieds ; et # Marie Bernard, inhumée à Angers le 30 janvier 1716. Il eut au moins deux fils : Pierre Le Cornu, qui, veuf de Marie Leforestier, épouse à Angers, Marie Davy, 1740, et Henri-Emmanuel Le Cornu, marié à Françoise de la Joyère, dame de Mauny, dont Gabriel-Henri de la Poëze, épouse la fille en 1750 ;
- La terre était en 1790 à Jean des Haies, époux de Marie-Henriette de Vaufleury, d'une famille normande ;
- Michel Ory, de Château-Gontier, vend en 1805 à Jacques Guillois de Changé.

### Famille des Haies de Cry
- Toutefois, au cours du XVIIIe siècle, le Plessis appartenait à la famille des Haies de Cry, peut-être par suite de l'alliance qui eut lieu à Angers en 1688, entre Marie-Françoise, fille d'Henri Le Cornu avec Philippe-Léon des Haies, fils lui-même de Marc des Haies et de Jeanne Le Cornu.
- Le 18 germinal an II, le Plessis fut vendu nationalement sur Charles-Philippe des Haies pour 34 000 livres.

## Source
- « Château du Plessis de Cosmes », dans Alphonse-Victor Angot et Ferdinand Gaugain, Dictionnaire historique, topographique et biographique de la Mayenne, Laval, A. Goupil, 1900-1910 [détail des éditions] (BNF 34106789, présentation en ligne), t. III, p. 290 ; t. IV, p. 731.